# Charles Greywolf

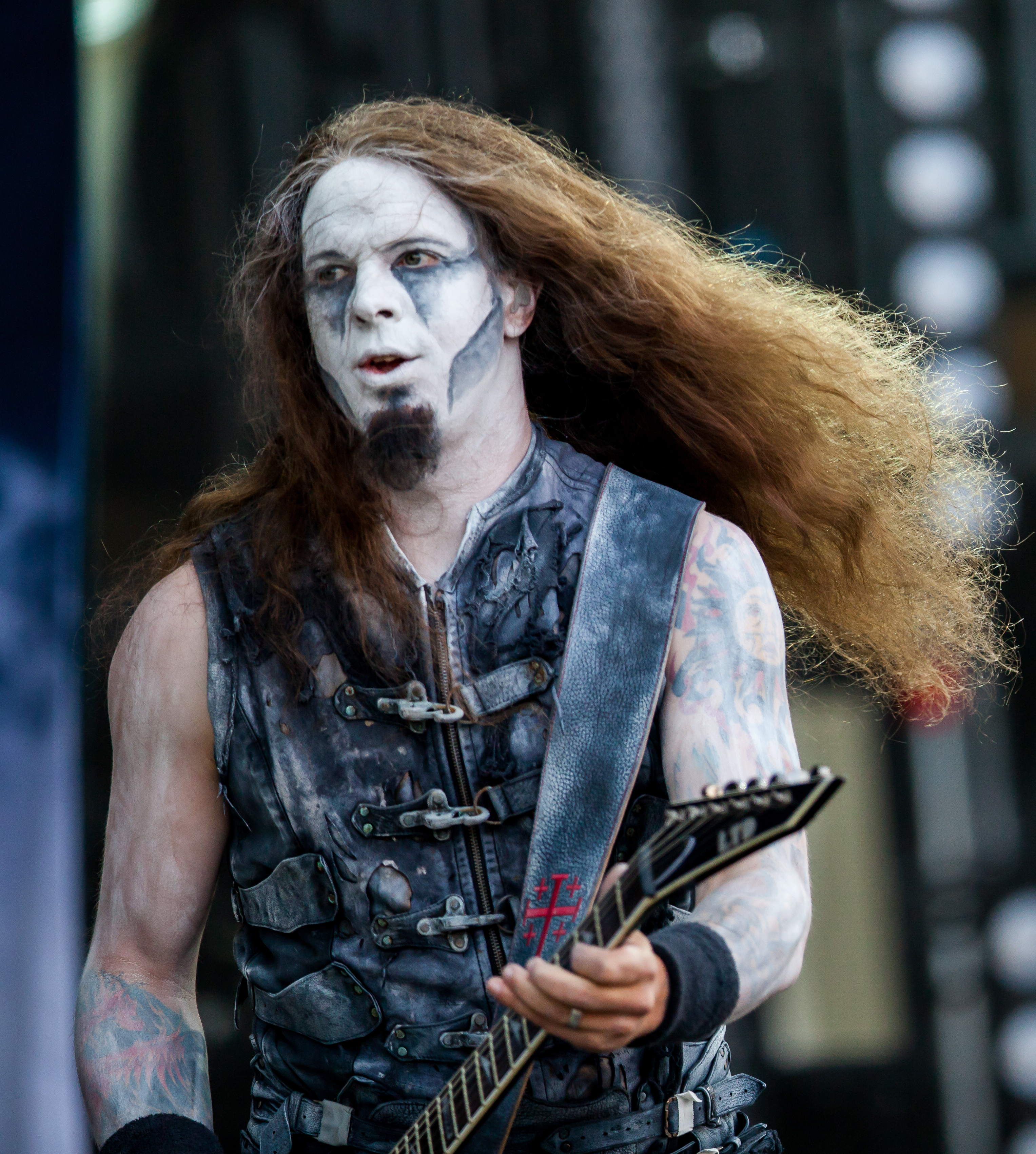
Vogt als Charles Greywolf (2015)

David Vogt (* 5. September 1975 in Berus) ist ein deutscher Musiker, Musikproduzent und Toningenieur. Er verkörpert als Gitarrist und Bassist der Power-Metal-Band Powerwolf die Figur Charles Greywolf.

## Leben
Im Jahr 2002 kam David Vogt als Bassist unter dem Künstlernamen El Davide zu Red Aim. 2003 gründete Vogt mit Benjamin Buss Powerwolf. Sie beschlossen, Pseudonyme zu verwenden und Hintergrundgeschichten aufzubauen (David Vogt – Charles Greywolf, Benjamin Buss – Matthew Greywolf). Bald schloss sich ihnen der Rest von Red Aim an. Vogt kam 2007 auch zu Flowing Tears.
Als Plattenproduzent hat er an Alben von Autumnblaze, Demon Incarnate, Dying Gorgeous Lies, Gloryful, Godslave, Hammer King, Hatred, InfiNight, Kambrium, Lonewolf, Messenger, No Hope, Noctura, Powerwolf, The Last Supper, Tortuga, Turin Horse, Unchained und Vintundra mitgewirkt.
Vogt ist verheiratet mit Helen Vogt, Sängerin von Lighthouse in Darkness. Er betreibt das Tonstudio Studio Greywolf.

## Diskografie

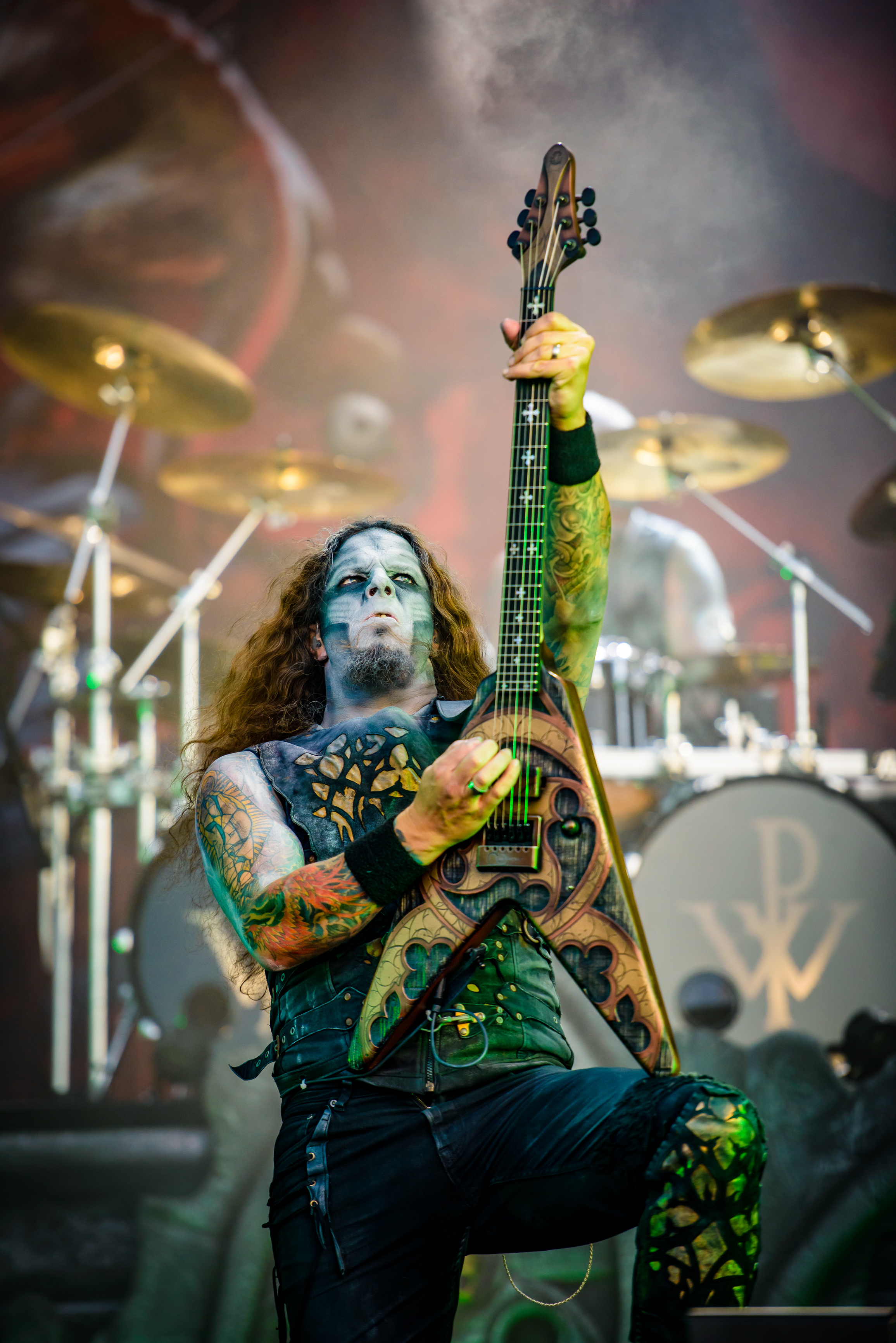
Auf dem Wacken Open Air 2019

### Powerwolf
- Return in Bloodred (2005)
- Lupus Dei (2007)
- Bible of the Beast (2009)
- Blood of the Saints (2011)
- Preachers of the Night (2013)
- Blessed & Possessed (2015)
- The Sacrament of Sin (2018)
- Metallum Nostrum (2019)
- Call of the Wild (2021)
- Wake Up the Wicked (2024)

### Flowing Tears
- Thy Kingdom Gone (2008)

### Red Aim
- Flesh for Fantasy (2002)
- Niagara (2003)

### Heavatar
- All My Kingdoms (2013)

### Als Produzent
- Autumnblaze – Every Sun Is Fragile (2013)
- Demon Incarnate – Demon Incarnate (2015)
- Demon Incarnate – Darvaza (2016)
- Dying Gorgeous Lies – The Hunter and the Prey (2019)
- Gloryful – Ocean Blade (2014)
- Gloryful – End of the Night (2016)
- Godslave – Thrashed Volume III (2012)
- Hammer King – Kingdom of the Hammer King (2015)
- Hammer King – King Is Rising (2016)
- Hammer King – Poseidon Will Carry Us Home (2018)
- Hammer King – Hammer King (2021)
- Hammer King – Kingdemonium (2022)
- Hatred – War of Words (2015)
- InfiNight – Like Puppets (2011)
- Kambrium – The Elders' Realm (2016)
- Lonewolf – The Fourth and Final Horseman (2013)
- Lonewolf – Cult of Steel (2014)
- Lonewolf – The Heathen Dawn (2016)
- Lonewolf – Raised on Metal (2017)
- Messenger – Captain's Loot (2015)
- Messenger – Starwolf - Pt. 2: Novastorm (2015)
- No Hope – Beware (2017)
- Noctura – Requiem (2016)
- Noctura – Als Dornröschen mich betrog (2018)
- Powerwolf – Blood of the Saints (2011)
- Powerwolf – Alive in the Night (2012)
- Powerwolf – Preachers of the Night (2013)
- Powerwolf – Blessed & Possessed (2015)
- Powerwolf – The Metal Mass – Live (2016)
- Powerwolf – Metallum Nostrum (2019)
- The Last Supper – Solstice (2013)
- Tortuga – Pirate's Bride (2015)
- Turin Horse – Prohodna (2019)
- Unchained – Code of Persistence (2011)
- Vintundra – Isländskasagor (2012)[1]
- Zesura – Post-Modem EP (2015)